# Katedra św. Olafa w Trondheim

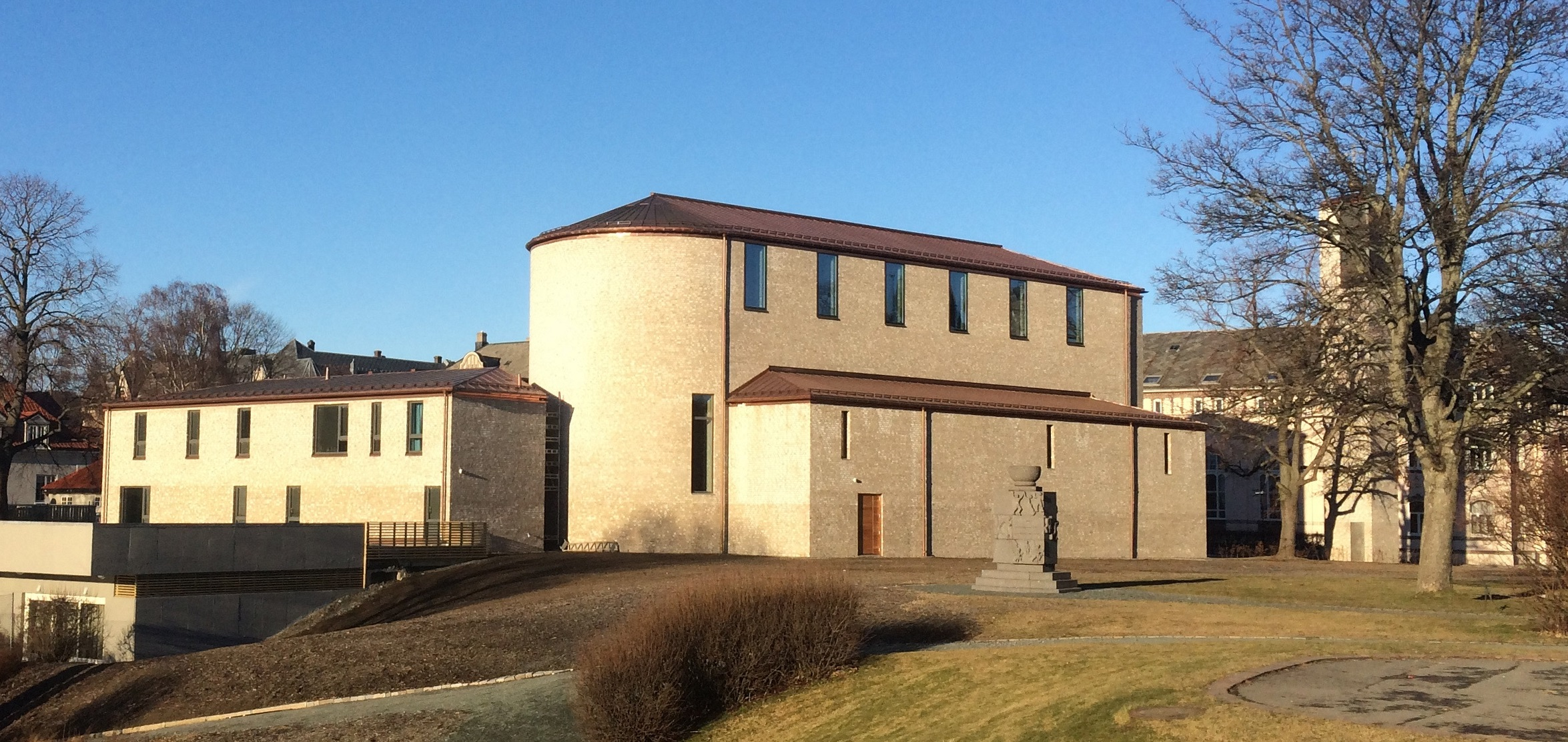
Katedra św. Olafa

Katedra św. Olafa w Trondheim (nor. St. Olav domkirke i Trondheim) – główna świątynia Niezależnej Prałatury Trondheim w Norwegii. Mieści się przy ulicy Schirmers gate, pod numerem 1.
W 1973 na fundamentach starego kościoła z 1902 roku została zbudowana nowa świątynia według projektu architekta Pera Kartverda. Do budowy użyto stali, betonu i szkła. Od 1979 budynek ten był katedrą Niezależnej Prałatury Trondheim.
Ze względu na bardzo zły stan techniczny został jednak rozebrany i zastąpiony nowym gmachem wzniesionym i poświęconym w 2016 roku. 